# Trialeurodes ericae
Trialeurodes ericae là một loài côn trùng cánh nửa trong họ Aleyrodidae, phân họ Aleyrodinae.
Trialeurodes ericae được Bink-Moenen miêu tả khoa học đầu tiên năm 1976.